# Ash Meadows National Wildlife Refuge
L'Ash Meadows National Wildlife Refuge est une aire protégée américaine située dans le comté de Nye, au Nevada. Il est directement à l’est du parc national de la Vallée de la Mort et se trouve à 90 km à l’ouest-nord-ouest de Las Vegas. Ce National Wildlife Refuge créé en 1984 est un site Ramsar depuis le 18 décembre 1986. Le refuge a été créé pour protéger une oasis désertique extrêmement rare dans le sud-ouest des États-Unis. Il est administré par le U.S. Fish and Wildlife Service.